# Konrad Steenholdt
Gerhardt Peter Konrad Benjamin Steenholdt (* 21. Februar 1942 in Qeqertarsuatsiaq) ist ein grönländischer Politiker (Atassut) und Lehrer.

## Leben

### Frühe Jahre
Konrad ist der Sohn von Andreas Lars Rasmus Filemon Steenholdt (1901–1980) und Louise Johanne Abelone Judithe Jeremiassen (1913–?). Sein Großvater war der Landesrat Nathanael Steenholdt (1874–1919). Seine Brüder waren der Beamte Alibak (1934–2012) und der Politiker Otto Steenholdt (1936–2016). Er heiratete am 3. August 1968 die dänische Lehrerin Lise Jørgensen (* 1945).
Konrad Steenholdt besuchte von 1957 bis 1959 die Efterskole, beendete 1963 die Realschule, war ein Jahr auf der Krabbesholm Højskole in Skive, machte 1968 sein Lehrerexamen am Staatsseminarium in Haderslev und war anschließend bis 1971 ebendort tätig. Anschließend lehrte er bis 1989 in Qasigiannguit und von 1990 bis 1995 in Nuuk.

### Politikkarriere
Bei der Landesratswahl 1975 wurde er für den Wahlkreis Bugten in Grønlands Landsråd gewählt, in dem auch bereits sein Bruder Otto saß. Von 1975 bis 1979 war er Mitglied in der Kommission für Wissenschaftliche Untersuchungen in Grönland. Von 1977 bis 1979 saß er in der Hjemmestyrekommission.
Nach dieser Legislaturperiode wurde der Landesrat aufgelöst und durch das Inatsisartut ersetzt. Als Mitglied der Atassut gelang Konrad bei der Parlamentswahl 1979 auch hier der Einzug. Bei der Folketingswahl 1979 und 1981 kandidierte er als Erster Stellvertreter von Jonas Nielsen. 1983 wurde er wiedergewählt. Im selben Jahr wurde er auch Mitglied im Rat der Gemeinde Qasigiannguit, wo er bis 1990 blieb. Bei der Parlamentswahl 1984 wurde er wie auch 1987 wiedergewählt. Bei der Folketingswahl 1987 war er Erster Stellvertreter von Torben Emil Lynge und im Jahr darauf bei der Folketingswahl 1988 von Emilie Lennert. Als Nachfolger seines Bruders wurde er 1989 Parteivorsitzender der Atassut. 1991 wurde er erneut wiedergewählt. 1993 verlor er die Wahl zum Parteivorsitz und wurde von Daniel Skifte abgelöst. 1995 wurde er erneut ins Parlament gewählt und anschließend zum Minister für Kultur, Bildung und Kirche im Kabinett Johansen II bzw. ab 1997 im Kabinett Motzfeldt VI ernannt. Bei der Parlamentswahl 1999 verpasste er die Wiederwahl und schied aus dem Inatsisartut aus. Bei der Wahl 2002 kandidierte er noch einmal erfolglos. Anschließend beendete er seine politische Karriere.
Von 1979 bis 1995 war Konrad Steenholdt Aufsichtsratsmitglied bei Grønlandsfly. Von 1993 bis 1995 war er Aufsichtsratsvorsitzender bei KNI. Weiterhin war er Direktor von Qasigiaq Trawl.
Am 3. Oktober 1991 wurde ihm der Nersornaat in Silber verliehen und 1994 das Ritterkreuz des Dannebrogordens.